# گجوان
این روستا در دهستان درزآب قرار دارد و براساس سرشماری مرکز آمار ایران در سال ۱۳۸۵، جمعیت آن ۹۵۹ نفر (۲۳۸خانوار) بوده‌است.